# 朝倉栄介
朝倉 栄介（あさくら えいすけ、7月3日 - ）は、日本の男性声優。アーツビジョン所属。東京都出身。

## 人物
以前はぷろだくしょんバオバブに所属していた。
趣味・特技は日本舞踊、トランペット、野球、バイク、読書。

## 出演
太字はメインキャラクター。

### テレビアニメ
1999年
- ワイルドアームズ トワイライトヴェノム（マネージャー）

2001年
- 犬夜叉（北妖狼、主人）
- ゴーゴー五つ子ら・ん・ど（商店街の男）

2002年
- FF：U 〜ファイナルファンタジー:アンリミテッド〜（TVの声A）
- プリンセスチュチュ（ライサンダー）
- 炎の蜃気楼（生徒A）
- ラーゼフォン（兵士）

2003年
- R.O.D -THE TV-（アナウンサー）
- WOLF'S RAIN（兵士B）
- GAD GUARD（ハネケ）
- D.C. 〜ダ・カーポ〜（ジャングルレンジャー4号）
- DEAR BOYS（内藤）
- NARUTO -ナルト-（2003年 - 2006年、テウチ、木ノ葉の暗部）
- 鋼の錬金術師（男2、男1、警備員、ギャラリー、警備兵、傭兵）

2004年
- 頭文字D Fourth Stage（ギャラリーB）
- 絢爛舞踏祭 ザ・マーズ・デイブレイク（部下4）
- 攻殻機動隊 S.A.C. 2nd GIG（貴村、他）
- サムライチャンプルー（村人、店主、駅伝侍）
- 蒼穹のファフナー（魚屋）
- 魔法少女隊アルス（妖精ハイドラ）
- 妄想代理人（熊倉武則）

2005年
- 英國戀物語エマ（係員）
- 陰からマモル!（部下C）
- ノエイン もうひとりの君へ（制御員A）
- BLEACH（死神ま）
- まじめにふまじめ かいけつゾロリ（ピエロB、ダイコンザメ、メカブル、おじいちゃん、ギャンブラーA、マントの男、兵士）
- 魔豆奇伝パンダリアン（王）

2006年
- いぬかみっ!（男A）
- しましまとらのしまじろう（おじさん）
- 少年陰陽師（大夫の君、陰陽生〈二〉）
- タクティカルロア（船員）
- 天保異聞 妖奇士（央太の父、男、岡田の仲間）
- ひぐらしのなく頃に（キャスター）
- ふしぎ星の☆ふたご姫 Gyu!（ダイゴ、マンド・リン）

2007年
- 大江戸ロケット（腕）
- 風のスティグマ（男）
- 天才? Dr.ハマックス（重役C、ハマックス・カンパニー社員、生物学者）
- NARUTO -ナルト- 疾風伝（テウチ）

2008年
- アリソンとリリア（ウェルチ車掌長）
- ソウルイーター（不良A、男）
- Little Village People（周豚一）

2011年
- よんでますよ、アザゼルさん。（アンダインパパ、黒岩先生）

2012年
- NARUTO -ナルト- SD ロック・リーの青春フルパワー忍伝（テウチ）
- 忍たま乱太郎（2012年 - 2019年、巻物屋さん、代官）

2013年
- ROBOTICS;NOTES（アナウンサー、運転手）

2016年
- 文豪ストレイドッグス（中年男）
- モブサイコ100（中年男）
- 妖怪ウォッチ（2016年 - 2019年、ジェリー、ギャン・アマカーノ） - 2シリーズ

2017年
- 血界戦線 & BEYOND（増田・ジェイソン・寅吉）
- 将国のアルタイル（ランディーニ）

2018年
- 妖怪ウォッチ シャドウサイド（うんちく姫、うんちく魔）

2019年
- クレヨンしんちゃん（伊東）

2020年
- GREAT PRETENDER（部下、組員）

2024年
- アサティール2 未来の昔ばなし（悪党）

### 劇場アニメ
- イノセンス（2004年）
- ストレンヂア 無皇刃譚（2007年）
- 劇場版 NARUTO -ナルト- 疾風伝 火の意志を継ぐ者（2009年、テウチ）
- ROAD TO NINJA -NARUTO THE MOVIE-（2012年、テウチ）
- THE LAST -NARUTO THE MOVIE-（2014年、テウチ）

### OVA
- 鴉 -KARAS-（2005年、妖怪）
- 最終兵器彼女 Another love song（2005年、兵士A）
- 大魔法峠（2006年、鉄砲頭）
- 機動戦士ガンダムUC（2010年、デニス[3]）

### Webアニメ
- リーンの翼（2005年、ブレア）

### ゲーム
- NARUTO -ナルト- ナルティメットヒーロー（2003年、テウチ） ※PlayStation 2
- 鋼の錬金術師2 赤きエリクシルの悪魔（2004年、店の客）※PlayStation 2
- ローグギャラクシー（2005年、ダリオ）※PlayStation 2
- SHINSENGUMI〜幕末幻想恋愛奇譚〜（2005年、伊東甲子太郎）※PCソフト
- ワイルドアームズ ザ フォースデトネイター（2005年）
- サムライチャンプルー HIPHOPサムライアクション（2006年、白土鬼）※PlayStation 2
- ブルードラゴン（2006年、波乱のマイ）※Xbox 360
- NARUTO -ナルト- 疾風伝　ナルティメットアクセル2（2007年、テウチ）※PlayStation 2
- ソニック ワールドアドベンチャー（2008年）※Wii版

### ドラマCD
- V・B・ローズ（福引係員）

### 吹き替え

#### 映画
- RV（ゲリー・モイファイン）
- 宇宙戦争
- エボリューション（ダニー・ドナルド〈マイケル・レイ・バウアー〉）※ソフト版
- エラゴン 遺志を継ぐ者
- エレクトラ（ストーン〈ボブ・サップ〉）
- 壊滅暴風圏II/カテゴリー7（スチュアート）
- がんばれ!ベアーズ（マイク・エンゲルバーグ）※テレビ朝日版DVD用追加録音
- がんばれ!ベンチウォーマーズ
- 恋するブラジャー大作戦（仮）
- 氷の微笑
- サーティーン あの頃欲しかった愛のこと
- 幸せのちから（ウェイン）※ソフト版
- 幸せのレシピ
- ジョンQ -最後の決断- ※日本テレビ版
- スカイ・ハイ]（ロン〈ケヴィン・ヘファーナン〉）
- スタンド・バイ・ミー（ブタケツ）※BD版
- スネーク・フライト
- スパイダーマン
- スパングリッシュ 太陽の国から来たママのこと
- スピード・レーサー（ソア）
- SPIRIT
- 007/カジノ・ロワイヤル（インファンテ〈エイド〉）※ソフト版
- 父親たちの星条旗
- 鉄ワン・アンダードッグ
- トランスフォーマー
- トランスポーター2（マックス）※DVD・BD版
- トリコロールに燃えて
- ハービー/機械じかけのキューピッド
- パイレーツ・オブ・カリビアン/デッドマンズ・チェスト
- フォーチュン・クッキー
- PROMISE
- 炎のメモリアル
- 僕が結婚を決めたワケ（ニック・ブレナン〈ケヴィン・ジェームズ〉）
- メン・イン・ブラック2 ※テレビ朝日版
- モテる男のコロし方
- 乱気流/ファイナル・ミッション
- ランド・オブ・ザ・デッド
- リトル・ランナー（ハルク）
- ワンス・アポン・ア・タイム・イン・チャイナ外伝 鬼脚（ミン〈タイ・ポー〉）

#### ドラマ
- iCarly
- 愛してると云って（ソックアン）
- ER緊急救命室
  - シーズン7 #19（ピート〈テイト・ スミス〉）
  - シーズン11 #8（クリス・サカブ〈アッティカス・トッド〉）
  - シーズン12 #16（ハイスミス〈グレッグ・ベイカー〉）
- WITHOUT A TRACE/FBI 失踪者を追え!2（デービス#8）
- X-ファイル
- キス・オブ・デス
- glee/グリー
- クリーピー 偽りの隣人（バッジ）
- 少林寺伝奇（恵櫞〈リー・チョン〉）
- CSI:科学捜査班（マーク）
- CSI:マイアミ
- シークレット・アイドル ハンナ・モンタナ（ドンジグ）
- スイート・ライフ オン・クルーズ（カービー）
- スキップ・ビート! 〜華麗的挑戦〜（椹武憲）
- SEX AND THE CITY（ハリー・ゴールデンブラット〈エヴァン・ハンドラー〉）
  - AND JUST LIKE THAT... / セックス・アンド・ザ・シティ新章[4]
- 大旗英雄伝（鉄漢）
- CHUCK/チャック（ビッグ・マイク）
- バビロン5（レナン〈キム・ストラウス〉、ミッチェル、ゼントー、ジンクソン、サイ・コップ 他）
- VIP
- フェリシティの青春
- 星に願いを（アン・イバン）
- 名探偵モンク4 #8
- ミッシング -サイキック捜査官-（ダグラス 他）
- レリック・ハンター
- ロズウェル - 星の恋人たち

#### アニメ
- アイス・エイジ2（デンプシー）
- アイス・エイジ4/パイレーツ大冒険（フリン、ファンガスおじさん）
- アニマル天国は今日も晴れ
- アンジェラ・アナコンダ（マーク）
- おくびょうなカーレッジくん（クマ）
- キャスパー（スティンキー）※カートゥーン ネットワーク版
- キャンプ・ラズロ（ラージ）
- ゲット・エド（トーチ）
- サーフズ・アップ
- シャーロットのおくりもの（黒白ブタおっちゃん）
- 少女チャングムの夢（トンイ）
- スポンジ・ボブ/スクエアパンツ ザ・ムービー（フィル）
- ディズニー作品
  - ウォーリー（人間）
  - カーズ（モーターホーム）
  - カールじいさんの空飛ぶ家（看護師AJ）
  - チキン・リトル（ラント）
  - プリンセスと魔法のキス（ダーネル）
  - モンスターズ・ユニバーシティ（オメガ・ホウルの部長）
  - レミーのおいしいレストラン（ポンピドゥ）
- デクスターズラボ（ロボット）
- ピーターパン 新たなる冒険（スミー[5]）
- ぼくチロ!（ウララ、プララ大王）
- ポペッツタウン（キャップ）
- マウス・タウン ロディとリタの大冒険
- メガマインド

### ボイスオーバー
- ヒストリーチャンネル
  - 撃つためのデザイン
  - 疑惑の陰謀
  - 戦場の天気
  - 歴史解読レポート
- フューチャーカー〜2030年のデザイン〜

### その他コンテンツ
- オーディオビジュアルノベル「ライフウィズアイドル」